# Alex Bradley
Alex Bradley III (Bradenton, 30 ottobre 1959) è un ex cestista statunitense, professionista nella NBA, in Italia, Spagna, Francia e Belgio.

## Carriera
Venne selezionato dai New York Knicks al quarto giro del Draft NBA 1981 (86ª scelta assoluta).